# علی‌محمد بروجردی
علی‌محمد بروجردی (۱۲۷۶–۱۳۵۳) فقیه، عارف و از مراجع بروجرد بوده‌است. او از بزرگترین شاگردان سید علی قاضی بود و حتی برخی شاگردان او نیز در درس بروجردی حاضر می‌شدند.

## تحصیل
در حدود پانزده سالگی، بروجرد را به قصد تحصیل ترک کرده و به سوی عراق نجف رفت. در آن جا از سید ابوالحسن اصفهانی میرزای نائینی،محمدحسین غروی اصفهانی،آقا ضیاءالدین عراقی در فقه و اصول و همچنین از سید علی قاضی در عرفان و اخلاق استفاده کرد و خود از استادان حوزه علمیه نجف شد و به درجه اجتهاد رسید.
علی محمد بروجردی ، در نجف، با میرزا حسین فقیه سبزواری ، هم بحث بوده است . 

## عزیمت به بروجرد
ایشان سالیان سال در نجف به تحصیل و تدریس پرداخت تا آن که در سال ۱۳۳۳ شمسی سفری به قم داشت و حدود یک ماه در آن جا بود اما بازگشت ولی با اصرار طلاب و علمایی چون سید حسین بروجردی به ایران بازگشت و تا آخر عمر در بروجرد بود.

## آثار
- کتاب الخمس
- تقریرات آیت‌الله کمپانی
- حاشیة علی العروة الوثقی
- رساله انیس المقلدین
- رساله توضیح المسائل
- مناسک حج

## درگذشت
در روز سه شنبه ۸ بهمن ۱۳۵۳ هجری شمسی در شهر بروجرد وفات یافت و در قبرستان آن شهر به خاک سپرده شد.